# Antesignani
Nell'antica Roma, gli antesignani erano truppe leggere d'elite che costituivano l'avanguardia di una legione, addestrati per combattere al di fuori della formazione da battaglia della fanteria pesante. Antesignani significa infatti "quelli prima dello stendardo" (Signus, Signum).
In senso figurato, nella lingua italiana, per antesignano si intende una persona che prima di altri sostiene idee, teorie, tecniche o simili. Altri sinonimi sono precursore, pioniere: un antesignano dei trapianti cardiaci un precursore, un pioniere è chi precede, guida gli altri nel formulare un'idea, una dottrina o nell'azione: gli antesignani della rivoluzione francese; fu un antesignano nella lotta per la libertà.

## Storia
Le truppe degli antesignani comparvero successivamente alle riforme militari di Gaio Mario fra la fine del II secolo e l'inizio del I a.C.
Armati con lance, diversi giavellotti leggeri ed un gladio, avevano un'armatura più leggera (una semplice corazza pettorale di bronzo invece della lorica hamata), un elmetto di bronzo Coolus e piccoli scudi ovali invece dei pesanti scuta per avere maggiore agilità.
Durante le marce, il compito degli antesignani era di proteggere le colonne in movimento, esplorare la zona di movimento e rendere sicura l'area davanti all'esercito. In battaglia potevano essere utilizzati per fare da guardia all'avanzata di una legione, per rispondere a schermaglie lanciate da disturbatori nemici o per supportare la cavalleria se non erano disponibili ausiliari specializzati.
Storicamente, l'organizzazione della legione iniziò a cambiare verso la fine del II secolo a.C. I precedenti manipoli di hastati, principes e triarii, in seguito alle riforme di Gaio Mario, erano equipaggiati allo stesso modo e solo i nomi rimanevano. Tre dei loro manipoli, aumentati di numero a 160 uomini, formavano ora una coorte, la nuova principale unità tattica dell'esercito romano, oltre alla ora da 80 uomini centuria. Questi cambiamenti offrirono maggiore flessibilità tattica alla legione. Invece di essere limitata ad una formazione da tre linee da battaglia, i soldati potevano facilmente essere posizionati in una, due o più linee. Una coorte era inoltre grande abbastanza da operare separatamente rispetto al corpo principale dell'esercito ed eseguire compiti minori in maniera indipendente.
Dopo le guerre sociali i cosiddetti socii, cioè le popolazioni italiche alleate di Roma, ricevettero la cittadinanza e i loro uomini vennero reclutati direttamente all'interno delle legioni invece che come ausiliari italici. Tuttavia, la scomparsa di questi ultimi e dei leggeri velites (aboliti da Mario) ridussero gli effettivi fra le truppe di supporto di una legione rendendola dipendente da fanteria leggera esterna. Durante il I secolo a.C. divenne comune arruolare diversi legionari d'elite come Antesignani per riempire questo vuoto che si era creato.

## Fonti
- Enciclopedia Treccani, su treccani.it.
- Etimologia della parola, su etimo.it.